# Krasnokamsk
Krasnokamsk (ru. Краснокамск) este un oraș din regiunea Perm, Federația Rusă, cu o populație de 53.724 locuitori.